# Den Gamle Arrest (Ribe)
 For alternative betydninger, se Den Gamle Arrest (Vejle).
Den Gamle Arrest er en fredet to-etagers bygning på Torvet i Ribe lige syd for Ribe Domkirke.
Bygningen blev oprindeligt opført i 1546 i én etage som kapellanbolig for hjælpepræsten ved domkirken.
I 1841 blev huset stort set nedbrudt og genopført i de nuværende to etager og derefter anvendt som pigeskole.
I 1890-92 blev bygningen af Hans Christian Amberg ombygget til arresthus og fungerede som sådan indtil 1989.
I 1990 indrettedes butik i stueetagen og 1992 åbnedes hotel med værelser i de tidligere fængselsceller.

## Galleri
- Gårdside
- Fængselsgården set fra Sønderportsgade
- Den takkede gavl for enden af fængselsgården er det gamle rådhus sidefløj